# Hamurabi
Hamurabi (1792. – 1750. pr. Kr.) je sedmi vladar amorićanske dinastije starog Babilona. Njegovo ime vežemo za golemu stelu u kamenu na kojoj je zapisan „Hamurabijev zakonik” – prvi pravni pisani zakonik u povijesti. 
Na prijestolje dolazi 1760. pr. Kr. Njegova vladavina obilježena je briljantnom diplomacijom kao i vještim vojnim pobjedama. Ujedinio je rascjepkana kraljevstva od Perzijskog zaljeva do rijeke Habure i od Eufrata do Sredozemnog mora. Pobijedio je glavnog protivnika Rim-Sina I., kao i kraljeve Elama, Marija i Ešnouna. Osobno je vodio i nadgledao kopanje kanala za navodnjavanje jer je shvaćao važnost tih radova za napredak kraljevstva. Uveo je red u javnu administraciju i vratio dignitet državnih službenika. Kao vjerski vođa, postavljanjem boga Marduka kao glavnog boga babilonskog panteona započinje eru monoteizma.
Za vladavine Hamurabija i njegovog sina Samsu-iluna (1750. – 1712. pr. Kr. prije Krista) Babilon postiže vrhunac svoje vojne i kulturne moći. Općenito se smatra da je s Hamurabijem počeo uspon babilonijske kulture.